# Kormísta
Kormísta (Kormista) är en ort i Grekland.   Den ligger i prefekturen Nomós Serrón och regionen Mellersta Makedonien, i den nordöstra delen av landet, 300 km norr om huvudstaden Aten. Kormísta ligger 234 meter över havet och antalet invånare är 555.
Terrängen runt Kormísta är varierad. Runt Kormísta är det ganska tätbefolkat, med 56 invånare per kvadratkilometer. Närmaste större samhälle är Nikísiani, 8,2 km öster om Kormísta. Trakten runt Kormísta består till största delen av jordbruksmark.